# Resistance Pro
Resistance Pro er en amerikansk wrestlingorganisation, der i 2011 blev startet af Billy Corgan fra rockbandet Smashing Pumpkins og brødrene Jacque og Gabe Baron.
Resistance Pro afviklede Black Friday, organisations første show, i november 2011 i Chicago, USA, hvor 22 indie-wrestlere deltog, heriblandt Harry Smith, Raven og Cheerleader Melissa.
Samtidig har Smashing Pumpkins-frontmand og Resistance Pro-promotor Billy Corgan iværksat et program, der skal sætte fokus på bekæmpelsen af hjernerystelser. Det betyder, at der er læger, der tjekker wrestlerne både før og efter hvert show. Endvidere er der enkelte wrestling-greb, der er blevet forbudt i organisationen. Således er wrestlerne i Billy Corgans wrestlingorganisation de første, der følger råd fra Sports Legacy Institute (SLI). 
Under showet Black Friday blev den første kvindelige mester kåret. Det var Melanie Cruise, der løb med titlen. Selv om Smashing Pumpkins var på turné i Europa (heriblandt en koncert i København), så Billy Corgan showet direkte via Skype. 
Harry Smith vandt mændenes titel ved det andet Resistance Pro-show i januar 2012. Det tredje show fandt sted i februar, hvor den regerende mester Harry Smith med succes forsvarede sin titel mod den tidligere verdensmester Rhino. I kampen satte den tidligere ECW-wrestler sit gamle ECW-bælte op imod Harry Smiths sværvægtstitel. Derudover deltog et af wrestlingindustriens mest succesrige tagteams, The Rock n' Roll Express (Ricky Morton og Robert Gibson) også i showet. 
| Sport | Spire Denne artikel om sport er en spire som bør udbygges. Du er velkommen til at hjælpe Wikipedia ved at udvide den. |